# Ikunum
Ikunum (akadsko 𒄿𒆪𒉡,  I-ku-nu) je bil kralj Asirije, ki je vladal od leta  1867 pr. n. št. do 1860 pr. n. št.
Bil je sin kralja Ilu-šume. Zgradil je tempelj boginje Ninkigal okrepil utrdbe v Ašurju in vzdrževal trgovske kolonije (karum) v Mali Aziji.
Na naslednjem seznamu je šestnajstih limmujev, državnih uradnikov, ki so jih izvolili vsako leto od njegovega prihoda na prestol do njegove smrti. Datumi temeljijo na letu 1833 pr. n. št., v katerem je bil med mandatom limmuja Puzur-Ištarja popoln Sončev mrk.
1920 pr. n. št. Buzi, sin Adad-rabija

1919 pr. n. št. Šuli, sin Šalmaha

1918 pr. n. št. Iddin-Suen, sin Šalmaha

1917 pr. n. št. Ikunum, sin Šudaje

1916 pr. n. št. Dan-Ver, sin Ahu-ahija

1915 pr. n. št. Šu-Anum from Nerabtim

1914 pr. n. št. Il-massu, sin Aššur-ṭaba

1913 pr. n. št. Šu-Hubur, sin Šulija

1912 pr. n. št. Idua, sin Ṣulilija

1911 pr. n. št. Lakip,  sin Puzur-Labe

1910 pr. n. št. Šu-Anum habiru

1909 pr. n. št. Uku, sin Bile

1908 pr. n. št. Aššur-malik, sin Panake

1907 pr. n. št. Dan-Aššur, sin Puzur-Vera

1906 pr. n. št. Šu-Kubum, sin Ahu-ahija

1905 pr. n. št. Irišum, sin Iddin-Aššurja